# Teula
|  | Per a altres significats, vegeu «Teula de Mar». |

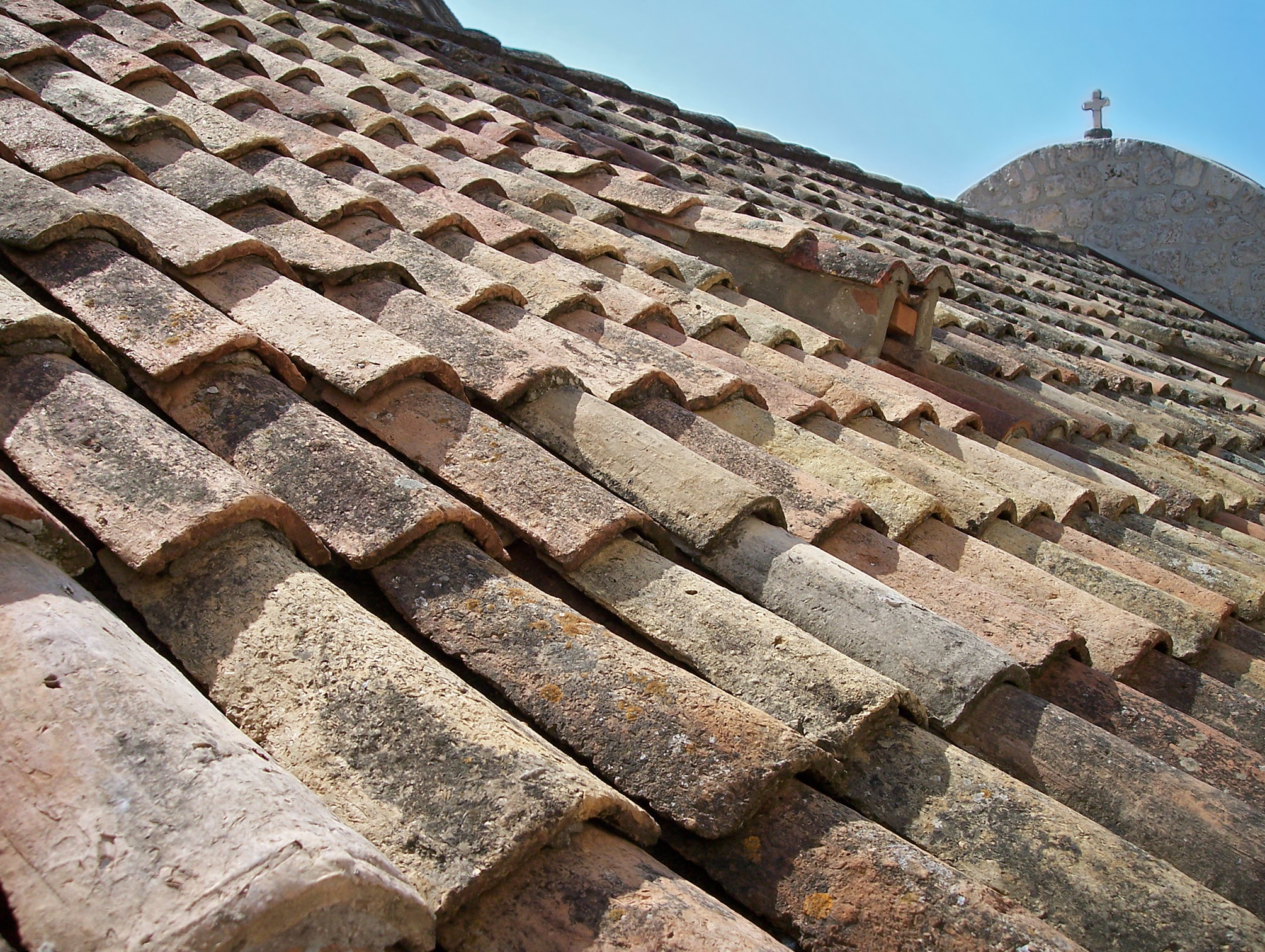
Teules a Dubrovnik

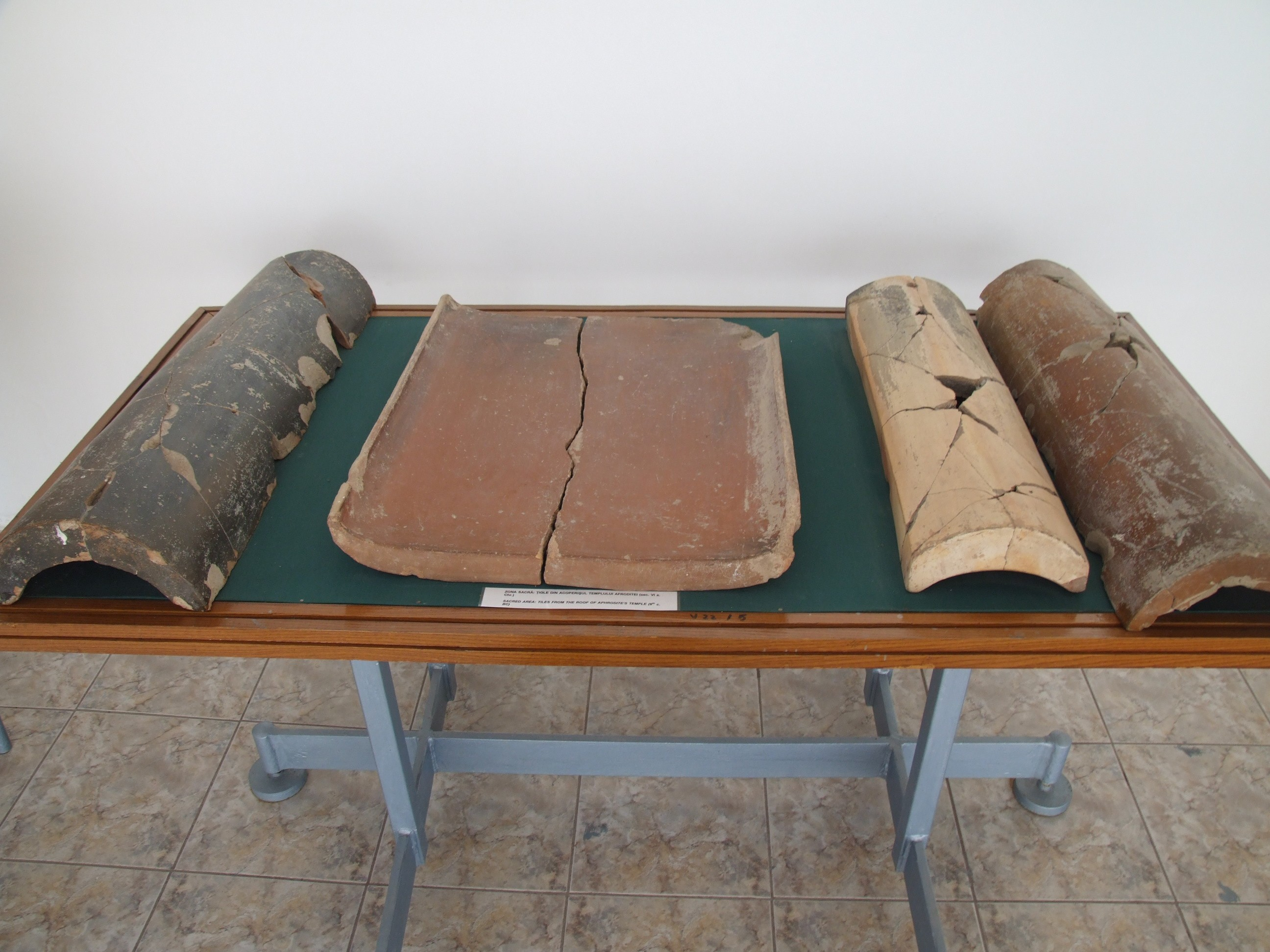
Teules de tegula et imbrex de l'antiga Grècia

La teula és un material de construcció que serveix per cobrir edificis. La coberta formada per teules s'anomena teulada i protegeix l'edifici, els habitants i el contingut de la intempèrie. Al mediterrani es fan servir sobretot teules d'argila cuita, fabricades igual com els maons. Uns avantatges de les teules ceràmiques són la llarga vida útil, el baix cost i l'escàs manteniment.
A més de la ceràmica, es fa servir pedra o llicorella i també antigament, sobretot en edificis de prestigi, fulles de llautó o plom. Modernament es van desenvolupar teules de formigó, fibrociment («uralita», material tòxic avui prohibit), xapa ondulada, termoplàstics, fulles de betum asfàltic…
El mot prové del llatí tegula, 'rajola, teula').

## Unes formes de teules
- Teula romana o teula àrab, de forma acanalada.
- Teula plana, de forma més complexa: disposa de motllures per a ser encaixada.
- Teula mixta: semblant a la corba i una part plana a la vora.